# Eesti otsib superstaari
Eesti otsib superstaari är den estniska versionen av TV-programmet Idols. Hittills har sex säsonger avklarats sedan den första säsongen drog igång den 11 mars 2007.

## Vinnare
- Säsong 1: Birgit Õigemeel
- Säsong 2: Jana Kask
- Säsong 3: Ott Lepland
- Säsong 4: Liis Lemsalu
- Säsong 5: Rasmus Rändvee
- Säsong 6: Jüri Pootsmann
- Säsong 7: Uudo Sepp